# کینتریشی
کینتریشی (به لاتین: Kintrishi) یک رود در گرجستان است که در آجارستان واقع شده‌است و به دریای سیاه می‌ریزد.